# 芋頭酥

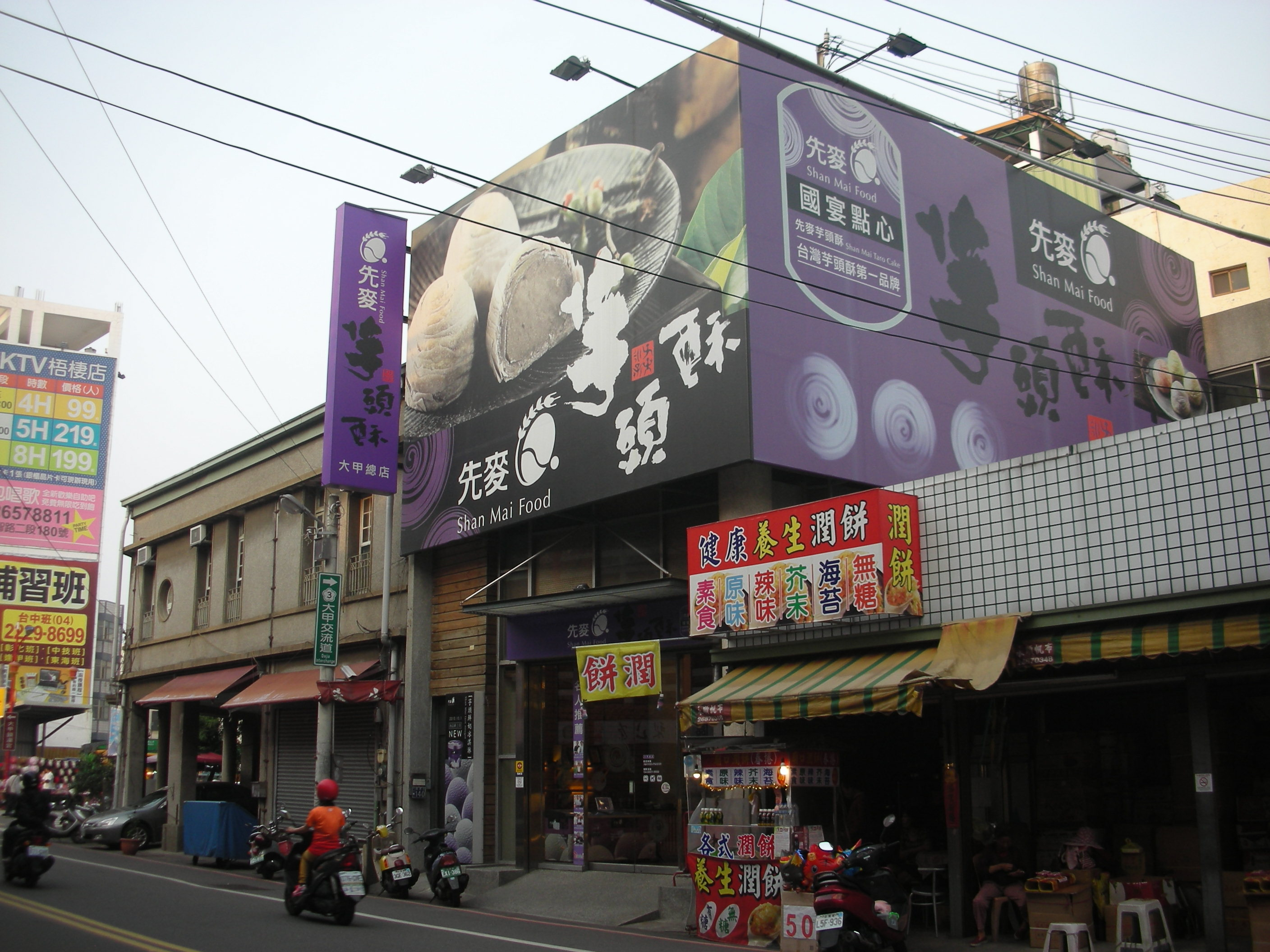
芋頭酥を売る店。

芋頭酥（ユートースゥー）とは、台湾菓子の1つで、タロイモを使った餡とサクサクの皮で作られる台湾の伝統スイーツである。「芋頭」は「タロイモ」を意味し、「酥」は「サクサクした皮」を指す。
芋頭酥は紫色の丸い形をした台湾のお菓子で、餡には甘いタロイモのクリームと餅が使われている。1980年代後半ごろに台中市で初めて登場し、当初はほかの台湾菓子を作る際に余ったタロイモを利用して、試しに作られたものだが、その美味しさから地元の代表的な点心となった。
作り方は、基本的に簡単であり、薄力粉とバターを使った皮でタロイモペーストの餡を包み、オーブンで焼き上げれば完成する。ただし、家庭で作るのは非常に難しいとされている。